# Троен съюз (1882)
Вижте пояснителната страница за други значения на Троен съюз.
Тройният съюз е военно-политически блок между Германската империя, Австро-Унгария и Кралство Италия, оформен през 1879 – 1882 г., който слага начало на разделението на Европа на два противостоящи лагера и изиграва важна роля в подготовката и избухването на Първата световна война (1914 – 1918), когато прераства в коалицията Централни сили.

## Предистория
След края на Френско-пруската война през 1871 г. Германската империя, създадена въз основа на военното разширение на Кралство Прусия, става новата велика държава в Европа. Ото фон Бисмарк разбира, че Европа ще се съпротивлява на по-нататъшното ѝ разширение и затова обявява империята за „наситена“, тоест вече сформирана. Той потвърждава това в своя реч в Райхстага през март 1871 г.
Във външната си политика Бисмарк се стреми да подсигури Германия срещу война и да изолира Франция чрез сложна система от международни съюзи. Една от първите стъпки в тази посока е сключването на Съюза на тримата императори между Австро-Унгарската, Руската и Германската империи през 1873 г. Това съглашение осигурява на първо място мир между трите държави, а освен това те трябва да съгласуват и обединяват действията си в политиката на Балканите. За Германия е важно и това, че Русия се въздържа от съюз с Франция, тъй като това позволява да се избегне война на два фронта.
Съюзът на тримата императори фактически се разпада през 1887 г., но Русия сключва с Германия таен договор за презастраховане, по силата на който двете запазват неутралитет помежду си в случай на война с трета страна (този договор обаче не е подновен след падането на Бисмарк от власт през 1890 и така рискът за Германия в случай на война нараства).
След Руско-турската война Бисмарк предлага да бъде „честен посредник“ на Берлинския конгрес (1878), тъй като Германия няма интереси на Балканите. На конгреса, който ревизира Санстефанския мирен договор и запазва Константинопол в разпадащата се Османска империя, Бисмарк възнамерява да балансира интересите на Великобритания, Русия и Австро-Унгария, като намали ползите за Русия и предотврати създаването на силна българска държава.

## Създаване
Началото на Тройния съюз се поставя непосредствено след Берлинския конгрес, когато на 7 октомври 1879 година се подписва таен съюзен договор между Германската империя и Австро-Унгария, известен още и като Двоен съюз. В него всяка от страните дава гаранции за подкрепа на другата в случай на руска атака. Към този двоен съюз на 20 май 1882 година се присъединява и Италия, с което съюзът прераства в троен. Окончателният договор за създаване на Тройния съюз е подписан във Виена. Влизането на Италия има за цел да се предпази Австро-Унгария от „нож в гърба“ в случай на война с Русия. В замяна новите съюзници обещават на Италия помощ в случай на нападение от страна на Франция. Като предпазна мярка спрямо Великобритания е добавен специален протокол за взаимоотношенията на Италия с нея. Първоначално договорът е подписан за 5 години, но по-късно е продължаван многократно (1887, 1891, 1902 и 1912). През 1883 година към съюза се присъединява и Румъния чрез личен и таен декрет на своя крал. Дори Сърбия е временно присъединена по силата на отделен договор с Австро-Унгария, а чрез споразумение с Италия се присъединява и Испания, която поема задължението да подкрепи Германия в случай на френско-германски конфликт.
Тройният съюз е първият геополитически блок в Европа, който я разделя на два противостоящи си лагера преди началото на Първата световна война (другият блок е Антантата).

## Клаузи
Съгласно клаузите на окончателния договор, Германия и Австро-Унгария се задължават да подкрепят военно Италия, в случай че тя бъде нападната от Франция. Италия поема същото задължение, ако Германия се окаже обект на френско нападение. В случай на нападение срещу Германия, Австро-Унгария запазва неутралитет до намесата на Русия на страната на Франция. Трите държави се задължават също да спазват неутралитет в случай на война с друга държава освен Франция и да си окажат помощ, ако една от тях бъде нападната от две или повече Велики сили.

## Развитие
След избухването на Първата световна война Италия обявява неутралитет, а през май 1915 година напуска съюза и се включва във войната на страната на Антантата. Италианското правителство мотивира безупречно от юридическа гледна точка тази си постъпка. Чл. 2 и чл. 3 от договора за създаване на Тройния съюз предвиждат оказване на помощ само в случай, че някоя от страните-членки бъде нападната. Нито Германия, нито Австро-Унгария de jure са жертва на нападение в началото на световния конфликт. В действителност истинската причина за тази постъпка на Италия се крие в териториалния ѝ спор с Австро-Унгария. Виенското правителство действа неотстъпчиво и недипломатично, което в крайна сметка води до загуба във войната, последвано от разпадането на държавата.